# Rheinstadion
Rheinstadion var en tysk multifunktionsarena i Düsseldorf.
Arenan var hemmaplan för fotbollslaget Fortuna Düsseldorf. Rheinstadion invigdes 1926. En utbyggnad av dess läktare påbörjades 1968.
Rheinstadion revs 2002 för att göra plats för ersättaren, LTU Arena.

## Evenemang
- VM i fotboll 1974
- EM i fotboll 1988